# GSC2411-1445
GSC2411-1445 — хімічно пекулярна зоря спектрального класу A5, що має видиму зоряну величину в смузі V приблизно 10,1.